# LIXILグループ
LIXILグループ（リクシルグループ、英: LIXIL Group）は、株式会社LIXILを中核とする日本の企業グループ。
本項では、かつて存在した持株会社で、（3代目）株式会社LIXILの法人格上の前身である株式会社LIXILグループ（英: LIXIL Group Corporation）についても扱う。

## 概要
2015年4月1日付で新事業モデルが開始されたことに伴い、当社の子会社を事業内容ごとに4つのテクノロジー事業と「LIXIL Japan Company」に再構成されたが、日本国内の主要子会社では、「LIXIL Japan Company」に属する企業以外のテクノロジー事業は「LIXIL Water Technology」と「LIXIL Housing Technology」の2つに分かれていた。
2020年4月1日付で「LIXIL Japan Company」が廃止されてからは、テクノロジー事業ごとにグループ企業が再配置され、同年12月1日の株式会社LIXILグループと2代目LIXILの合併により、同社の子会社も3代目LIXILの子会社として合流した。
LIXIL住生活ソリューションの子会社については詳細記事を参照のこと。

## グループ会社

### ウォーターテクノロジー事業（LIXIL Water Technology）
国内
- 株式会社LIXILトータルサービス
住宅設備機器や建材の販売・加工・施工及びアフターメンテナンス、オンラインショップ運営、建築工事の設計・施工管理及び請負事業。2013年4月にTLC株式会社を存続会社として、株式会社INAXエンジニアリング、株式会社INAXメンテナンス、サンウエーブレクア株式会社、サンウエーブメンテナンス株式会社、東洋テクニカサービス株式会社を吸収合併し、商号変更。さらに、2014年4月に株式会社LIXILオンライン（旧：トステムオンライン株式会社）を吸収合併した。新事業モデル開始時は「LIXIL Japan Company」に属していた。
- 株式会社ダイナワン
タイルや石材の仕入・加工・販売及び建築工事の設計・施工。新事業モデル開始時は「LIXIL Housing Technology」に属していたが、2016年7月の組織改編でタイル事業を「LIXIL Water Technology」へ移管したことに伴って変更となった。
- 株式会社テムズ
水回り製品（バス・トイレ・システムキッチン）や外壁タイルの販売・施工、住宅・非住宅の施工・リフォーム事業。新事業モデル開始時は「LIXIL Japan Company」に属していた。
- 祖父江工業株式会社
愛知県を拠点とする住宅設備機器の販売・施工事業。1998年5月に当時の株式会社INAXが株式の譲受により子会社化する。

海外
- GROHE Group

### ハウジングテクノロジー事業（LIXIL Housing Technology）
- 株式会社LIXILトータル販売
住宅用資材の販売及び加工・取付事業。2012年10月にトータル住器株式会社を存続会社として、株式会社LIXIL新日軽住建販売を吸収合併し、商号変更。新事業モデル開始時は「LIXIL Japan Company」に属していた。
- Gテリア株式会社
エクステリア商材の販売・施工事業。2012年10月に株式会社アイエクスを存続会社として、同社親会社のGライフグループ株式会社及びグループ会社5社（株式会社アイメル渡喜、株式会社フレックスリビング、ナニワエクステリア株式会社、株式会社フレックス瀬戸、株式会社フレックス九州）の計6社を吸収合併し、商号変更。新事業モデル開始時は「LIXIL Japan Company」に属していた。
- 旭トステム外装株式会社
外装（外壁材、硝子関連製品、建築用塗料、屋根材及び雨樋）事業。当社と旭硝子株式会社（現・AGC株式会社）の外装部門を統合して設立。
- 株式会社LIXILトーヨーサッシ商事
建具・住宅資材・住宅設備機器の製造販売及び施工事業。2011年4月にトーヨーサッシ建材商事株式会社から商号変更。新事業モデル開始時は「LIXIL Japan Company」に属していた。
- ソニテック株式会社
建築資材・梱包資材・産業機器・木工機械の販売事業。2008年4月に当時のトステム株式会社が子会社化。
- 株式会社クワタ
硝子・サッシ・建材事業。元々は旧トステム子会社のトステム鳥取株式会社だったが、2010年8月に現社名に商号変更して兵庫県神戸市へ移転し、桑田硝子株式会社から事業を譲り受けた。新事業モデル開始時は「LIXIL Japan Company」に属していた。
- 大分トステム株式会社
大分県を拠点とするサッシ・ガラス・建材・システムキッチン・バスルーム・太陽光発電システムの販売・施工事業。新事業モデル開始時は「LIXIL Japan Company」に属していた。
- 西九州トステム株式会社
佐賀県を拠点とするサッシ・ガラス・建材・システムキッチン・バスルーム・太陽光発電システムの販売・施工事業。新事業モデル開始時は「LIXIL Japan Company」に属していた。
- 福山トステム株式会社
広島県を拠点とする板硝子・アルミサッシ・エクステリア・バスルーム・キッチン・サイディングの販売・施工事業。元々は1906年9月に創業した福永硝子建材を前身としており、2016年10月に同社から卸・施工販売販売事業を譲り受ける形で営業を開始した。新事業モデル開始時は「LIXIL Japan Company」に属していた。
- 株式会社LIXIL TEPCO スマートパートナーズ
太陽光発電システム並びに小売電力事業（ZEH向け建材採用ユーザー向けに太陽光発電システムと施工後の電力販売をセットにしたサービス事業）。東京電力エナジーパートナー株式会社との合弁会社。
- 株式会社LIXILリニューアル
ビルやマンションを中心としたリフォーム工事及びビルメンテナンス業。元々は、2011年4月に新日軽東京センター株式会社を存続会社として旧・新日軽株式会社のビル建材販売子会社8社（新潟新日軽株式会社、東京新日軽株式会社、日軽アーバンビルド株式会社、京葉新日軽株式会社、新日軽建装株式会社、静岡新日軽株式会社、日軽東海建材株式会社、近畿新日軽株式会社）を吸収合併して株式会社新日軽ビル建材販売に商号変更した後、2013年4月に当社リフォーム事業部の非木造リフォーム部門を組織統合して株式会社LIXILビルリフォーム販売を発足。そして、2015年4月に（旧）株式会社LIXILリニューアル（2011年11月に設立。2012年10月に株式会社INAXメンテナンス(現・株式会社LIXILトータルサービス)からビルサービス事業を移管）を吸収合併すると同時に、株式会社サンウエーブリビングデザインの事業受け入れを行い、商号変更を再度行った（逆さ合併による統合）。新事業モデル発足時は「LIXIL Building Technology」に属し、「LIXIL Japan Company」へ移管されていたが、「LIXIL Japan Company」の廃止に伴い、発足時のテクノロジー事業へ戻る。
- 株式会社LIXIL住生活ソリューション
2015年6月26日にトステムマネジメントシステム株式会社から商号変更。住宅・サービス事業を担う中間持株会社。
- 株式会社LIXILホームファイナンス
2014年6月に設立され、2015年3月1日に事業を開始した住宅金融支援機構の業務受託（「フラット35」の取扱）や火災保険などの保険業務を行うLIXILグループファイナンスの子会社。
- サンヨーホームズ株式会社
戸建住宅・マンション事業。元々は株式会社クボタの子会社としてクボタハウス株式会社が設立され、2002年4月に三洋電機株式会社の子会社となり、三洋ホームズ株式会社に商号変更。2003年12月には元来から三洋電機株式会社の子会社だった株式会社三洋エステートから輸入住宅を中心とした住宅授業とマンション事業を統合。2011年6月に三洋電機株式会社が全株式を売却する一方、当社が株式取得に伴って筆頭株主となった。2012年12月に現在の社名に変更している。
- ハンディテクノ株式会社
再生木材に関する開発・製造・販売・施工・製造プラントの設計や販売、普及関連事業。
- LIXILエナジー株式会社
太陽光発電や再生可能エネルギー商品全般の研究開発および製造・販売。

## 株式会社LIXILグループ
株式会社LIXILグループ（リクシルグループ、英: LIXIL Group Corporation）は、かつてサッシ・建材・住宅機器メーカーを傘下としていた持株会社で、（3代目）株式会社LIXILの2020年11月30日までの商号。

### 概要
2001年のトステムとINAXの経営統合により誕生した株式会社INAXトステム・ホールディングス（イナックストステム・ホールディングス、英: TOSTEM INAX HOLDING CORPORATION）が持株会社としての前身にあたる。会社分割により持株会社化しており、法人としての前身は日本建具工業からトーヨーサッシの流れを汲む初代トステムである。その後2004年に株式会社住生活グループ（じゅうせいかつグループ、英: JS Group Corporation）に商号変更し、2010年に新日軽、サンウエーブ工業を完全子会社化した。
またグループ内でLIXILの名を冠した株式会社LIXIL（初代）が存在し、グループのマーケティング戦略を担当していた。同社は2011年4月1日に、（2代目）トステム、INAX、新日軽、東洋エクステリアの各社と合併し、（2代目）株式会社LIXIL（存続会社は2代目トステム）が発足した。
2012年7月1日に株式会社LIXILグループに商号変更した。
2020年12月1日に子会社の2代目LIXILを吸収合併し、（3代目）株式会社LIXILに商号変更。当社は旧初代トステム以来19年2ヶ月ぶりに事業会社に戻った。

### 沿革
- 2001年
  - 4月3日 - トステムとINAXが、共同持株会社を設立して、経営統合することに合意。
  - 10月1日 - トステム株式会社（初代）が株式会社INAXトステム・ホールディングス（TOSTEM INAX HOLDING CORPORATION）に商号変更するとともに、会社分割によりトステム株式会社（2代目）を設立して、純粋持株会社化。
  - 10月21日 - INAXと株式交換を行い、同社をINAXトステム・ホールディングス傘下の完全子会社とする。
- 2004年10月1日 - 株式会社住生活グループ（JS Group Corporation）に商号変更。
- 2005年10月 - 株式交換によってニッタンを完全子会社化し、住生活グループ傘下に編入。
- 2009年
  - 6月 - 第三者割当増資によりサンウエーブ工業の筆頭株主に。元筆頭株主であった日新製鋼は第2位株主としてその他関連会社にとどまる。
  - 7月 - 日本軽金属から、アルミ建材関連子会社の新日軽の発行済株式全てを譲り受けると発表。
  - 10月1日 - トステムとINAXの購買・物流機能を統合し、新会社「株式会社住生活サプライ」を設立。
- 2010年
  - 1月 - グループブランド「LIXIL（リクシル）」の使用を開始。
  - 4月1日 - 株式会社LIXIL（初代）を設立。新日軽およびサンウエーブ工業を完全子会社化。システムキッチンのシェアは27.9%で業界1位（2007年度指標）。
  - 4月7日 - 日新製鋼がサンウエーブ工業の株式20%を譲り受け、再び同社の第2位株主となる。
  - 10月 - プロ野球の横浜ベイスターズの球団買収交渉を東京放送ホールディングスと行ったが、最終的に買収を断念した[2]。
  - 11月1日 - 取締役会において以下の決議を行った。
    - 完全子会社である2代目トステム、INAX、新日軽、東洋エクステリア、初代LIXILの5社を2011年4月1日付で合併するとともに、存続会社である2代目トステムの商号を株式会社LIXIL（2代目）に変更する「基本方針」。合併契約締結は2011年1月、合併契約承認は同年2月にそれぞれ予定されている[3]。
    - 川島織物セルコンとの業務・資本提携。決議後、2010年12月15日付で川島織物セルコンが新たに発行する株式48,000,000株及び処分する自己株式399,000株を引き受け、発行済株式総数の34.11％（議決権ベース34.28％）を取得する業務資本提携契約書を締結した[4]。

  - 11月19日 - 住生活グループと子会社の住生活リアルティが、レオパレス21と資本・業務提携（12月21日にレオパレス21株式9.06%取得）
- 2011年
  - 4月1日 - 先述の2代目トステム、INAX、新日軽、東洋エクステリア、初代LIXILの5社合併を実施、2代目トステムを存続会社にした2代目LIXIL誕生。発足に合わせ、一部のグループ会社もLIXILを冠した商号に変更（トステムビバ→LIXILビバ、住生活リアルティ→LIXILリアルティ、トステム住宅研究所→LIXIL住宅研究所等）
  - 8月1日 - 株式交換により川島織物セルコンを完全子会社化[5]
  - 10月1日 - 株式交換によりハイビックを完全子会社化[6]
- 2012年
  - 4月1日 - 株式会社LIXILニッタンを防犯関連機器大手・能美防災を子会社に持つ民間警備大手・セコム株式会社に全株売却（商号をニッタン株式会社に戻す）。
  - 7月1日 - 株式会社LIXILグループに商号変更[7]。
- 2013年
  - 8月 - 米国最大の衛生陶器メーカーアメリカン・スタンダード・ブランズ（英語版）を約5億4200万ドル（約531億円）で買収[8]。
  - 8月25日 - 株式会社エディオンと資本業務提携を締結したことを発表。同時に第三者割当増資も受け、同年9月11日に同社の株式を8.00%取得し、同社の筆頭株主となる[9][10][11]。
  - 11月25日 - 政府と民間の共同出資によって設立され、この日発足した株式会社海外需要開拓支援機構に出資したことを発表。
- 2014年
  - 1月22日 - ドイツを中心に欧州で最大規模を誇る水栓金具製造・販売のリーディングカンパニーであるGROHE Group（グローエグループ）S.à r.l.（本社：ルクセンブルク）の発行済株式の87.5%を約2,935百万ユーロ（約4,109億円）で取得が完了し、GROHE社とGROHE社の上場子会社である Joyou AG（本社：ドイツ）を関連会社とした。[12]
  - 4月18日 - ケネディクス株式会社、株式会社長谷工コーポレーション、三菱UFJ信託銀行株式会社、株式会社損害保険ジャパン（現・損害保険ジャパン株式会社）、株式会社新生銀行との共同出資により、ヘルスケア施設に特化して投資するREITの運用を目的とした資産運用会社として、ジャパン・シニアリビング・パートナーズ株式会社を設立したことを発表。設立に際し、当社は出資金の5%分を同社へ出資した[13]。
- 2015年
  - 4月1日 - 2代目LIXILが同社子会社（当社孫会社）のサンウエーブ工業を吸収合併。
  - 4月10日 - プロテニスプレーヤー・錦織圭選手とのグローバル・パートナーシップ契約を締結[14]（2018年4月16日に契約期間を2021年3月までに更新された[15]）。
  - 6月26日 - 当社子会社だったLIXIL住宅研究所、クラシス、LIXILリアリティの3社の全株式をトステムマネジメントシステムズからの商号並びに定款変更により中間事業持株会社として発足したLIXIL住生活ソリューションへ移管（同時に2代目LIXILの子会社〈当社孫会社〉だったジャパンホームシールドの全株式もLIXIL住生活ソリューションへ移管された）[16]。
- 2016年8月 - 2代目LIXILの子会社だったハイビックの全株式をポラリス・キャピタル・グループ傘下のファンドへ譲渡。翌週に石川県株式会社アントールが子会社としてグループ化参入が決定。[17]。
- 2017年
  - 3月 - 日本住宅保証検査機構の一部株式を売却し、連結の範囲から除外。
  - 4月12日 - 子会社のLIXILビバが東証1部に上場。
- 2018年3月22日 - 2代目LIXILの子会社だったGraceA株式会社を吸収合併[18]。
- 2019年11月11日 - 2代目LIXILと共に本社を東京都千代田区の霞が関ビルディングから東京都江東区のLIXIL WINGビルへ移転し、本社機能を集約[19]。
- 2020年
  - 11月9日 - 当社子会社だったLIXILビバの全株式を自己株式取得により同社へ譲渡。同社はアークランドサカモト株式会社の子会社となり、商号をビバホーム株式会社に変更する[20]。
  - 12月1日 - 2代目LIXIL（旧2代目トステム）を吸収合併し、持株会社体制を解消。旧初代トステム以来19年2ヶ月ぶりに事業会社となった当社は（3代目）株式会社LIXILへ商号変更[1]。